# Alfonso Froilaz
Alfonso Froilaz, der Bucklige, war König von León (925) und von Galicien (925–926).

## Leben und Wirken
Alfonso Froilaz war Sohn von König Fruela II. von Asturien und León und dessen Gattin Nunilo Jimena. Nach dem Tod seines Vaters wurde er offenbar von seinen Anhängern als König proklamiert; die Überlieferung hierzu ist jedoch unsicher. Demnach brach kurz nach der Thronbesteigung ein Thronstreit mit den Söhnen von Fruelas Bruder und Vorgänger als König von León Ordoño II., Sancho Ordóñez, Alfons IV. und Ramiro II., aus. Hintergrund war, dass der Vater von Fruela und Ordóñez (Alfons III.) sein Reich getrennt vererbt hatte, und Fruela zunächst nur König von Asturien war und nach dem Tod Ordoños II. 914 dessen Nachfolge in León angetreten hatte. Ordoños Söhne sahen sich nun als legitime Thronfolger an, da Fruela den Thron von León usurpiert habe. Es gelang ihnen, mit Waffengewalt und unter anderem der Unterstützung des einflussreichen Königs von Navarra Sancho I. Garcés die Ansprüche des Alfonso Froilaz zurückzudrängen. König von León wurde nun Alfons, der zweite Sohn Ordoños II., der mit einer Tochter von Sancho I. Garcés verheiratet war und als Alfons IV. regierte.
Nach seiner Niederlage floh Alfonso Froilaz nach Asturien und wird zudem weiterhin als König von Galicien genannt. Galicien wurde jedoch von Sancho Ordóñez, dem erstgeborenen Ordoños II., beansprucht, der im Zuge einer Einigung mit seinen Brüdern den Titel des Königs von Galicien beanspruchte. Sancho I. war mit der galicischen Adligen Goto Núñez verheiratet und hatte daher große Teile des galicischen Adels auf seiner Seite. Alfonso Froilaz wurde auch von diesem Thronanspruch verdrängt.
Er floh schließlich nach Asturien, von wo er seine Thronansprüche aufrechterhielt, insbesondere nachdem Alfons IV. 931 in León abgedankt und sich in ein Kloster zurückgezogen hatte, während sein Bruder Ramiro II. den Thron übernahm. In den Kämpfen des Jahres 931 wurde Alfonso Froilaz mit seinen Brüdern in Asturien von Ramiro II. gefangen genommen, der sie blenden und in Klöstern festsetzen ließ. Alfonso Froilaz verstarb einige Jahre später im Kloster von Ruiforco. Sein genaues Todesjahr ist nicht bekannt.
Einige Quellen geben an, der spätere König Ordoño IV. von León sei sein Sohn gewesen. Allerdings gibt es keine sicheren Belege dafür, dass Alfonso Froilaz überhaupt Nachkommen hatte; Ordoño IV. wird in der Regel als Sohn Alfons IV. angesehen.
In der offiziellen Zählung der Könige von León wird Alfonso Froilaz, der Alfons IV. gewesen wäre, nicht berücksichtigt, da sich im Thronstreit sein gleichnamiger Vetter durchsetzte.